# 18. etape af Tour de France 2009
Attende etape af Tour de France 2009 var en 40,5 km lang enkeltstart der blev kørt torsdag d. 23. juli. Den gik hele vejen rundt om Annecysøen med start og mål i Annecy.
- Etape: 18
- Dato: 23. juli
- Længde: 40,5 km
- Danske resultater:

31. Brian Vandborg + 2.18
61. Nicki Sørensen + 3.35
66. Chris Anker Sørensen + 3.38
- Gennemsnitshastighed: 50,1 km/t

## Bjergspurter

### 1. bjerg (Côte de Bluffy)
3. kategori stigning efter 28,5 km
| Plads | Navn             | Point |
| ----- | ---------------- | ----- |
| 1.    | Cadel Evans      | 4     |
| 2.    | Alberto Contador | 3     |
| 3.    | Pierrick Fédrigo | 2     |
| 4.    | Andreas Klöden   | 1     |

## Resultatliste

### 1. mellemtid, Doussard, 18 km
|    | Navn                  | Land           | Hold              | Tid    |
| -- | --------------------- | -------------- | ----------------- | ------ |
| 1  | Alberto Contador      | Spanien        | Astana Pro Team   | 20.02  |
| 2  | Bradley Wiggins       | Storbritannien | Garmin-Slipstream | + 0.18 |
| 3  | Mikhail Ignatiev      | Rusland        | Team Katusha      | + 0.19 |
| 4  | Lance Armstrong       | USA            | Astana Pro Team   | + 0.27 |
| 5  | Fabian Cancellara     | Schweiz        | Team Saxo Bank    | + 0.37 |
| 6  | Andreas Klöden        | Tyskland       | Astana Pro Team   | + 0.37 |
| 7  | David Zabriskie       | USA            | Garmin-Slipstream | + 0.41 |
| 8  | Tony Martin           | Tyskland       | Team Columbia-HTC | + 0.42 |
| 9  | Bert Grabsch          | Tyskland       | Team Columbia-HTC | + 0.44 |
| 10 | Andy Schleck          | Luxembourg     | Team Saxo Bank    | + 0.44 |
| 11 | Gustav Larsson        | Sverige        | Team Saxo Bank    | + 0.44 |
| 12 | David Millar          | Skotland       | Garmin-Slipstream | + 0.44 |
| 13 | Luis León Sánchez     | Spanien        | Caisse d'Epargne  | + 0.45 |
| 14 | Vladimir Karpets      | Rusland        | Team Katusha      | + 0.48 |
| 15 | Christian Vande Velde | USA            | Garmin-Slipstream | + 0.55 |

### 2. mellemtid, Côte de Bluffy, 28,5 km
|    | Navn              | Land       | Hold              | Tid    |
| -- | ----------------- | ---------- | ----------------- | ------ |
| 1  | Alberto Contador  | Spanien    | Astana Pro Team   | 36:50  |
| 2  | Bradley Wiggins   | England    | Garmin-Slipstream | + 0.30 |
| 3  | Mikhail Ignatiev  | Rusland    | Team Katusha      | + 0.35 |
| 4  | Christophe Moreau | Frankrig   | Agritubel         | + 0.42 |
| 5  | Luis León Sánchez | Spanien    | Caisse d'Epargne  | + 0.43 |
| 6  | Fabian Cancellara | Schweiz    | Team Saxo Bank    | + 0.46 |
| 7  | Andreas Klöden    | Tyskland   | Astana Pro Team   | + 0.46 |
| 8  | Gustav Larsson    | Sverige    | Team Saxo Bank    | + 0.49 |
| 9  | Cadel Evans       | Australien | Silence-Lotto     | + 1.02 |
| 10 | David Zabriskie   | USA        | Garmin-Slipstream | + 1.03 |
| 11 | David Millar      | Skotland   | Garmin-Slipstream | + 1.06 |
| 12 | Tony Martin       | Tyskland   | Team Columbia-HTC | + 1.07 |
| 13 | Lance Armstrong   | USA        | Astana Pro Team   | + 1.12 |
| 14 | Andy Schleck      | Luxembourg | Team Saxo Bank    | + 1.17 |
| 15 | Sylvain Chavanel  | Frankrig   | Quick Step        | + 1.17 |

### Mål, Annecy, 40,5 km
|    | Navn              | Land       | Hold              | Tid    |
| -- | ----------------- | ---------- | ----------------- | ------ |
| 1  | Alberto Contador  | Spanien    | Astana Pro Team   | 48:30  |
| 2  | Fabian Cancellara | Schweiz    | Team Saxo Bank    | + 0.03 |
| 3  | Mikhail Ignatiev  | Rusland    | Team Katusha      | + 0.15 |
| 4  | Gustav Larsson    | Sverige    | Team Saxo Bank    | + 0.33 |
| 5  | David Millar      | Skotland   | Garmin-Slipstream | + 0.41 |
| 6  | Bradley Wiggins   | England    | Garmin-Slipstream | + 0.43 |
| 7  | Luis León Sánchez | Spanien    | Caisse d'Epargne  | + 0.44 |
| 8  | Christophe Moreau | Frankrig   | Agritubel         | + 0.45 |
| 9  | Andreas Klöden    | Tyskland   | Astana Pro Team   | + 0.54 |
| 10 | David Zabriskie   | USA        | Garmin-Slipstream | + 1.02 |
| 11 | Tony Martin       | Tyskland   | Team Columbia-HTC | + 1.04 |
| 12 | Cadel Evans       | Australien | Silence-Lotto     | + 1.14 |
| 13 | Maxime Monfort    | Belgien    | Team Columbia-HTC | + 1.19 |
| 14 | Sylvain Chavanel  | Frankrig   | Quick Step        | + 1.20 |
| 15 | Vladimir Karpets  | Rusland    | Team Katusha      | + 1.28 |

## Eksternt link
- Etapeside Arkiveret 7. juli 2009 hos  Wayback Machine på Letour.fr Arkiveret 28. februar 2011 hos  Wayback Machine (fransk) (engelsk) (tysk) (spansk)